# شاوني سميث
شاوني سميث (بالإنجليزية: Shawnee Smith)‏ ، من مواليد 3 يوليو 1969، هي ممثلة أمريكية معروفة، وشاركت في عدة أفلام، ومنها سلاسل أفلام ساو الشهيرة، ومسلسل بيكر. ووضعت مواهبها المتعددة في السينما والتلفزيون والمسرح والموسيقي ولاقت الكثير من النجاح.

## حياتها المهنية
بدأت من خلال الدور التي شاركت فيه في برنامج تلفزيوني وقد حاز على جائزة، كما أنها شاركت في مجموعة متنوعة من أدوار لا تنسى في الأفلام الروائية. وقامت بجولة لأمريكا وبريطانيا من اجل موسيقى الروك المتطرفة من خلال نوع يسمى "Fydolla ". بدأت انجازات في وقت مبكر من حياتها المهنية، عندما شاركت في العديد من الأعمال التي لاقت نجاحا، وأعمال حازت على جوائز. وتألقت بعد ذلك في العديد من الأعمال الكبيرة التي ساعدت على تحويل حياتها المهنية للثراء.

## أعمالها
| سنة       | أعمال                   | نوع   | الدور/الوظيفة          |
| --------- | ----------------------- | ----- | ---------------------- |
| 2023 2016 | المنشار x إيمان         | فيلم  | أماندا د. نانسي ويلز   |
| 2016      | شروق السافانا           | فيلم  | جوي                    |
| 2013      | السيطرة على الغضب (ج 2) | مسلسل | جنيفر                  |
| 2013      | جريس الجامحة            | فيلم  | ميشيل تراي             |
| 2013      | سيارة جين مانسفيلد      | فيلم  | فيكي كالدويل           |
| 2009      | الحقد 3                 | فيلم  | سوليفان                |
| 2009      | المنشار 6               | فيلم  | أماندا                 |
| 2008      | المنشار 5               | فيلم  | أماندا - لقطات أرشيفية |
| 2007      | المنشار 4               | فيلم  | أماندا                 |
| 2006      | المنشار 3               | فيلم  | أماندا                 |
| 2005      | الجزيرة                 | فيلم  |                        |
| 2005      | المنشار 2               | فيلم  | أماندا ينج             |
| 2004      | المنشار 1               | فيلم  | أماندا                 |

## وصلات خارجية
- شاوني سميث على موقع IMDb (الإنجليزية)
- شاوني سميث على موقع روتن توميتوز (الإنجليزية)
- شاوني سميث على موقع ألو سيني (الفرنسية)
- شاوني سميث على موقع ميوزك برينز (الإنجليزية)
- شاوني سميث على موقع تيرنر كلاسيك موفيز (الإنجليزية)
- شاوني سميث على موقع أول موفي (الإنجليزية)
- شاوني سميث على موقع قاعدة بيانات الأفلام السويدية (السويدية)
- شاوني سميث على موقع إن إن دي بي (الإنجليزية)
- شاوني سميث على موقع قاعدة بيانات الفيلم (الإنجليزية)
- شاوني سميث على موقع كينوبويسك (الروسية)